# Ухолаже
Ухолаже, увалаже, увалаџе, керешице, буба кице, ракљаче, буба-ушаре, буба кеце, коњштрпи, улоши, увари или ушаре (Dermaptera) су ред крилатих инсеката из базалне групе Polyneoptera који обухвата око 2000 врста груписаних у 12 породица. Најуочљивије карактеристике су кратка кожаста предња крила, као и наставци (церци) у облику клешта на задњем крају тела. Ова клешта имају улогу у хватању плена, одбрани од предатора, у савијању задњих крила и у парењу. Ухолаже настањују скоро све копнене екосистеме изузев антарктичких и арктичких, са центром диверзитета у тропским и суптропским пределима.

## Дистрибуција
Ухолаже су изобилно заступљене широм Америка и Евроазије. Обична ухолажа је уведена у Северну Америку 1907. године из Европе. Она је заступљенија у јужним и југозападним деловима Сједињених Држава.‍:739 Једина аутохтона врста ухолажа пронађена на северу Сједињених Држава је кичмено-репна ухолажа (Doru aculeatum),‍:144 присутна све до севера Канаде, где се крије у лисним пазусима младих биљки у јужном мочварама Онтарија. Друге фамилије које се могу наћи у Северној Америци, су Forficulidae (Doru и Forficula), Spongiphoridae, Anisolabididae, и Labiduridae.
Мали број ухолажа преживљава зиму на отвореном у хладним климама. Оне се могу наћи у уским пукотинама у шумама, пољима и вртовима.‍:739 Од око 1.800 врста, око 25 је присутно у Северној Америци, 45 у Европи (укључујући 7 у Великој Британији), и 60 у Аустралији.

## Морфолошке и еколошке карактеристике
Мање уочљиве од горе поменутих а научно веома важне морфолошке карактеристике ухолажа обухватају: тарзусе грађене из три сегмента, јединствен систем за савијање задњих крила, прогнатну главу, неразвијену легалицу, као и одсуство оцела. Ухолаже поседују усни апарат за грицкање. Анатомски, жлезде corpora alata су фузионисане у једну, централно постављену жлезду.
Развиће ухолажа је хемиметаболно, без ступња лутке, а са 4-6 инстар стадијума ларвеног ступња. Женке чувају јаја и младе (ларве до другог инстар стадијума), често чистећи ларве од потенцијалних патогених гљива. Други инстар напушта мајку и отпочиње самосталан начин живота. Уопштено говорећи, ухолаже су грегарни инсекти, па се често организују у породице и након овог одласка ларви. Одрасле јединке могу имати редукована или развијена крила; а крилате врсте могу водити и живот без летења. Адулти су диплодне јединке, мушки пол је хетерогаметан.
Станишта која ова група инсеката преферира су стеља, кора дрвећа, пукотине стена и рипаријска станишта. Поједине врсте настањују пећине на Хавајима и у Јужној Африци. Већина врста је активна ноћу и има омниворан начин исхране. Мали број врста се храни искључиво храном биљног (хербивори) или животињског порекла (карнивори). Припадници фамилија Arixeniidae и Hemimeridae су ектопаразити појединих слепих мишева, односно глодара.

## Назив групе
Научно име ред Dermaptera дугује кожастом изгледу предњих крила, док се народно име (ухолаже) повезује у српском, и многим другим језицима, са веровањем да одрасле јединке улазе у уши људи и тамо се крећу (лазе). Иако се сматра сујеверјем и народним веровањем, ова ситуација је могла бити честа у време када су се постеље правиле од сламе, која би била станиште за ухолаже.

## Еволуција и систематика реда
Најстарији фосилни налаз ухолажа представљају тегмине (предња крила) из каснотријаских и ранојурских седимената. Базални, сада изумрли, таксони из реда ухолажа нису поседовали карактеристике савремених врста: тарзуси су имали пет сегмената, легалице су биле добро развијене, а предња крила су имала изражену нерватуру. Ред ухолажа у оквиру правокрилне групе инсеката вероватно је насроднији реду Grylloblatodea, заједно са којим је сродан надреду Dictyoptera.
Изумрли представници из периода Јуре и Креде се већином сврставају у подред Archidermaptera. У подред Eodermaptera сврставају се преостали представници из мезозоика, а у Neodermaptera савремене групе ухолажа. Последња два подреда често се обухватају називом Pandermaptera. Алтернативна схема препознаје четири подреда: Archidermaptera, Arixeniina, Forficulina и Hemimerina.
подред 
фамилија 
фамилија 
фамилија 
подред 
фамилија 
фамилија 
подред  (Arixeniina+Forficulina+Hemimerina)
инфраред 
натфамилија 
натфамилија 
инфраред 
фамилија 
фамилија 
фамилија 
фамилија 
фамилија 
фамилија 
фамилија 
фамилија 
фамилија 
фамилија 

## Списак врста у Србији
У Србији су заступљене четири породице ухолажа: Anisolabididae, Forficulidae, Labiduridae и Spongiphoridae са укупно осам врста.
Anisolabididae
1. Euborellia annulipes (Lucas, 1847)

Forficulidae
2. Anechura bipunctata (Fabricius, 1781)
3. Apterygida media (Hagenbach, 1822)
4. Chelidurella acanthopygia (Géné, 1832)
5. Forficula auricularia Linnaeus, 1758
6. Forficula smyrnensis Audinet-Serville, 1838
Labiduridae
7. Labidura riparia (Pallas, 1773)
Spongiphoridae
8. Labia minor (Linnaeus, 1758)

## Екологија
Ухолаже су углавном чистачи, али неке су свеједи или грабежљивци.‍:739–740 Трбух ухолаже је флексибилан и мишићав. Способан је за маневрисање, као и за отварање и затварање клешта. Клешта се користе у различите сврхе. Код неких врста примећено је да се клешта користе за држање плена и у копулацији. Клешта су више закривљена код мужјака него код женки.
Врсте подреда Arixeniina и Hemimerina се генерално сматрају епизоичним, или живе изван других животиња, углавном сисара. У надроду Arixeniina, породице Arixeniidae, врсте из рода Arixenia се обично налазе дубоко у кожним наборима и гуларним кесама малезијских голих булдошких слепих мишева (Cheiromeles torquatus), очигледно се хране телом слепих мишева или излучевинама жлезда. С друге стране, верује се да се врсте из рода Xeniaria (још увек из подреда Arixeniina) хране гваном и вероватно гванофилним чланконошцима у склоништу слепих мишева, где су и пронађене. Hemimerina укључује Araeomerus који се налази у гнезду дугорепих пацова (Beamys), и Hemimerus који се налазе на џиновским пацовима Cricetomys.
Ухолаже су углавном ноћне и обично се скривају у малим, тамним и често влажним просторима током дана. Обично се могу видети на зидовима и плафонима домаћинства. Интеракција са ухолажама у овом тренутку доводи до слободног одбрамбеног пада на земљу након чега следи журба до најближег расцепа или пукотине. Током лета могу се наћи око влажних простора као што је у близини лавабоа и у купатилима. Ухолаже се скупљају у сеновитим пукотинама или отворима или било где где могу да остану скривене током дана. Столови за пикник, канте за компост и отпад, терасе, намештај за травњаке, оквири прозора или било шта са малим простором (чак и цветови артичоке) могу потенцијално да их сакрију.